# Backmasking
A backmasking egy olyan rögzítési technika, mely során az előadóművészek a visszafelé lejátszott felvételeikbe titkos üzeneteket rejtenek el.
Művészi, komikus és szatirikus hatás eléréséhez használták analóg és digitális felvételeken egyaránt, hogy cenzúrázzák a szavakat vagy kifejezéseket a dalok "tiszta" kiadásához. Ez történhet szándékosan, de a fonetikus fajtája azonban lehet nem szándékos.

## Története
1960 óta terjedt el mint hangfelvételi technika.
1969-ben a Beatles által kiadott Revolution 9 dalról egy pletyka terjedt el, mi szerint visszafelé hallgatva Paul McCartney halálára található benne utalás, mely a következőképp hangzik:
Eredeti:
Number nine.
Visszafelé:
Turn me on, dead man.
Az 1980-as évek eleje óta USA-beli keresztény valláscsoportok azt állították, hogy a backmaskinget prominens rockegyüttesek sátáni célokra használták, mely odáig fajult, hogy a felvételeket elégették a Sátáni pánik mozgalom részeként.
Számos híres zenészt vádoltak meg zenéikben elrejtett titkos üzeneteik miatt. Azonban ezen üzenetek valójában példák lehetnek a pareidoliára, a véletlenszerűen történő fonetikus backmaskingre vagy magukra az állításokra adott szándékos válaszokra.

## Használata
A mágnesszalagos hangrögzítés korszakában a backmaskinghez a forrástekercsről tekercsre fordított szalagot ténylegesen visszafelé játsszák le, ami úgy valósult meg, hogy először az eredeti felcsévélő orsóra tekerték, majd a tekercseket megfordították.
A visszafelé lejátszott szavak rendesen játszva érthetetlenek, de visszafelé játszva érthető tiszta beszéd. A legtöbb lemezjátszóval backmasking hang hallgatásához ki kell kapcsolni a meghajtót, és kézzel kell fordítani az albumot (bár egyesek visszafelé is lejátszhatják a lemezeket). Mágnesszalag esetén a szalagot meg kell fordítani és vissza kell illeszteni a kazettába. A CD-lemezeket nehéz volt visszafordítani első bevezetésekor, de a digitális hangszerkesztők, amelyeket először az 1980-as évek végén vezettek be, és a következő évtizedben váltak népszerűvé, lehetővé teszik a digitális forrásokból származó hang könnyű visszafordítását.

## Zenei
- 1981. április 19-én az angol extrém metal zenekar, a Venom kiadta az In League with Satan című dalt (1981 januárjában rögzítették), amely egy titkos üzenetet tartalmazott: „Sátán, pokolban nevelt, pokolban felemelkedett, megégetem a lelked, összetöröm a csontjaidat, ki foglak véreztetni, vérezni fogsz értem.” Talán ez a legkorábbi példa a Sátánra utaló üzenetre.
- A Judas Priest tudatalatti (szubliminális) üzenetpróbája során az énekes, Rob Halford elismerte, hogy az 1984-es Defenders of the Faith album "Love Bites" című számában visszafelé rögzítette az „In the dead of the night, love bites” (Harap a szerelem a holt éjszakában) üzenetet. Hogy miért vette fel az üzenetet, Halford kijelentette: „Amikor dalokat komponálsz, mindig új ötletek, új hangok után keresel.”
- A Pink Floyd együttes egy kódolt üzenetet hagyott hátra az Empty Space nevű dalukba:

- Gratulálunk!
- Megtaláltad a titkos üzenetet. Kérlek, küldd el válaszodat Old Pinkhez, a Vicces Farm gondozójához, Chalfont...
- Roger! Carolyne van a vonalban!
- Oké.

Az első sor Syd Barrett volt énekesre utalhat, akiről azt gondolták, évekkel korábban idegösszeomlást kapott.
- “Weird Al” Yankovic Nature Trail to Hell című művében, az 1984-es "Weird Al" Yankovic 3D-ben Yankovic álarcos hangja kijelenti, hogy „A Sátán megeszi a Cheez Whizt”.

## Bíróság
1990-ben a Judas Priest brit heavy metal együttest beperelték két fiatal férfi öngyilkossági egyezménye miatt Nevadában. A családtagjaik perében azt állították, hogy az 1978-as Judas Priest-album, a Stained Class rejtett üzeneteket tartalmazott, beleértve a „Do it” szót a Better by You, Better than Me című dalban (egy Spooky Tooth-dal feldolgozása) és különböző visszafelé hallható tudatalatti üzeneteket. Az ügyet a bíró elutasította, mert nem volt elegendő bizonyíték arra vonatkozóan, hogy az együttes tudat alatti üzeneteket helyezett el a felvételen, és a bíró ítélete kimondta, hogy
„A bemutatott tudományos kutatás nem bizonyítja, hogy az elhunyt viselkedését tudatalatti ingerek válthatták ki, még ha észrevehető is volt."
A banda tagjai megjegyezték, hogy ha tudatalatti üzenetet akarnak berakni a zenéjükbe, akkor a rajongóik halálához vezető üzenetek kontraproduktívak lennének, és inkább a „Vásárolj több lemez” utasítást használnák.